# Giải bóng đá Cúp Quốc gia 2015
Giải bóng đá Cúp Quốc gia 2015, tên gọi chính thức là Giải bóng đá Cúp Quốc gia - Kienlongbank 2015 vì lý do tài trợ, là mùa giải thứ 23 của Giải bóng đá Cúp quốc gia do Công ty Cổ phần Bóng đá chuyên nghiệp Việt Nam (VPF) tổ chức. Diễn ra từ ngày 4 tháng 4 năm 2015 đến ngày 26 tháng 9 năm 2015, giải đấu có sự tham gia của 22 đội bóng thuộc hai giải bóng đá V.League 1 và V.League 2.. Đây là năm thứ hai liên tiếp Ngân hàng Thương mại Cổ phần Kiên Long trở thành nhà tài trợ chính cho giải đấu.
Becamex Bình Dương đã giành chiến thắng 4–2 ngay trên sân nhà trước Hà Nội T&T đoạt chức vô địch Cúp Quốc gia đầu tiên sau 21 năm chờ đợi.

## Giải thưởng
Giải xếp hạng toàn giải
- Vô địch: 1.000.000.000 VNĐ
- Á quân: 500.000.000 VNĐ
- Đồng hạng ba: 200.000.000 VNĐ

Thưởng cho câu lạc bộ thắng ở từng vòng đấu
- Thắng vòng loại: 10.000.000 VNĐ
- Thắng vòng 1/8: 20.000.000 VNĐ
- Thắng vòng tứ kết: 30.000.000VNĐ

## Các đội tham dự
| V.League 1 - 2015 | V.League 2 - 2015                                                                                     |
| --- | --- |
| - Becamex Bình Dương - SHB Đà Nẵng - Đồng Tháp - Hải Phòng - Hoàng Anh Gia Lai - Sanna Khánh Hòa - Biển Việt Nam - Kiên Giang - Sông Lam Nghệ An - Hà Nội T&T - FLC Thanh Hóa - Đồng Nai - Đồng Tâm Long An - QNK Quảng Nam - Than Quảng Ninh - Xổ số kiến thiết Cần Thơ | - Huế - Nam Định - Bình Phước - Phú Yên - Thành phố Hồ Chí Minh - Công an Nhân dân - Hà Nội - Đắk Lắk |

## Vòng loại
| Ngày 4 tháng 4 năm 2015 | Phú Yên             | 1 - 1 (7 - 8 p) | Bình Phước                 | Sân Phú Yên                                     |  |
| 15:30                   | Phạm Thanh Tấn 45+' |                 | Trương Trọng Sáng 15 (OG)' | Lượng khán giả: 2000 Trọng tài: Nguyễn Hữu Tuấn |  |

| Ngày 4 tháng 4 năm 2015 | Đồng Nai                                           | 3 - 1 | Hà Nội                                          | Sân vận động Đồng Nai                             |  |
| 16:00                   | Nguyễn Hải Anh (23) 40', Nguyễn Hồng Việt (11) 63' |       | Nguyễn Xuân Dương 14' · Phạm Văn Thuần 16 (OG)' | Lượng khán giả: 2000 Trọng tài: Nguyễn Minh Thuận |  |

| Ngày 4 tháng 4 năm 2015 | Sanna Khánh Hoà | 0 - 1 | Đắk Lắk           | Sân vận động 19 tháng 8, Nha Trang           |  |
| 17:00                   |                 |       | Đỗ Thanh Sang 16' | Lượng khán giả: 3000 Trọng tài: Ngô Đức Việt |  |

| Ngày 4 tháng 4 năm 2015 | Công an Nhân dân | 1 - 0 | TP. Hồ Chí Minh | Sân vận động Hàng Đẫy, Hà Nội                   |  |
| 18:00                   | Đậu Văn Toàn 77' |       |                 | Lượng khán giả: 500 Trọng tài: Nguyễn Viết Duẩn |  |

| Ngày 4 tháng 4 năm 2015 | Huế                                            | 2 - 2 (2 - 3 p) | Than Quảng Ninh                        | Sân vận động Tự Do, Huế                         |  |
| 15:30                   | Nguyễn Ngọc Tuấn Tú 45' · Trương Ngọc Mười 49' |                 | Nguyễn Quang Hải 17' · Lê Bật Hiếu 57' | Lượng khán giả: 4000 Trọng tài: Trần Trung Hiếu |  |

| Ngày 4 tháng 4 năm 2015 | SHB Đà Nẵng         | 1 - 0 | Nam Định | Sân vận động Chi Lăng, Đà Nẵng              |  |
| 17:00                   | Nguyễn Vũ Phong 89' |       |          | Lượng khán giả: 1000 Trọng tài: Đỗ Văn Hiếu |  |

## Vòng 1/8
| Ngày 20 tháng 6 năm 2015 | Đồng Tâm Long An | 5 - 0    | Bình Phước | Sân vận động Tân An, Long An                   |  |
| 16:30                    | Trần Hoài Nam (22) 8'' 80'' · Phan Tấn Tài (24) 23'' · Ngô Viết Phú (Bình Phước OG) (5) 52'' · Nguyễn Tài Lộc (17) 67'' | Chi tiết |            | Lượng khán giả: 1000 Trọng tài: Trương Hồng Vũ |  |

| Ngày 20 tháng 6 năm 2015 | Đồng Nai                                                                     | 3 - 1    | XSKT Cần Thơ               | Sân vận động Cao Lãnh, Đồng Tháp                 |  |
| 16:00                    | Kisskka Henry (99) 52'' · Ngô Đức Thắng (38) 63'' · Trần Hữu Thắng (22) 66'' | Chi tiết | Trương Công Thảo (14) 32'' | Lượng khán giả: 800 Trọng tài: Nguyễn Minh Thuận |  |

| Ngày 20 tháng 6 năm 2015 | Becamex Bình Dương                                                                      | 3 - 1    | QNK Quảng Nam             | Sân vận động Gò Đậu, Bình Dương              |  |
| 17:00                    | Nguyễn Trọng Hoàng (9) 45'+1' · Lê Công Vinh (28) 49'' · Nguyễn Tăng Tuấn (18) 90'+1' · | Chi tiết | Phan Thanh Hưng (23) 35'' | Lượng khán giả: 1000 Trọng tài: Vũ Nguyên Vũ |  |

| Ngày 20 tháng 6 năm 2015 | Hoàng Anh Gia Lai                              | 0 - 0 (4-2 p) | Công an Nhân dân                                      | Sân vận động Pleiku, Gia Lai               |  |
| 17:00                    | Phan Thanh Hậu (22) 76'' · Lê Văn Sơn (2) 84'' | Chi tiết      | Nguyễn Như Tuấn (16) 64'' · Dương Quang Tuấn (1) 90'' | Lượng khán giả: 4000 Trọng tài: Lê Bá Hoài |  |

| Ngày 20 tháng 6 năm 2015 | FLC Thanh Hóa                | 0 - 1    | SHB Đà Nẵng                                                      | Sân vận động Thanh Hóa, Thanh Hóa               |  |
| 17:00                    | Cao Sỹ Cường (8) 82'' 90'+4' | Chi tiết | Perez Rosseaux Yaikel (26) 38'' · Hồ Ngọc Thắng (18) 84'' 90'+4' | Lượng khán giả: 2000 Trọng tài: Trần Trung Hiếu |  |

| Ngày 20 tháng 6 năm 2015 | Hải Phòng                                                   | 3 - 2    | Đồng Tháp                                              | Sân vận động Lạch Tray, Hải Phòng            |  |
| 17:00                    | Nguyễn Việt Phong (22) 11'' 14'' · Trần Đức Dương (23) 28'' | Chi tiết | Nguyễn Thiện Chí (11) 60'' · Nguyễn Vĩnh Đức (16) 81'' | Lượng khán giả: 3000 Trọng tài: Ngô Đức Việt |  |

| Ngày 20 tháng 6 năm 2015 | Sông Lam Nghệ An                                          | 3 - 0    | Đăk Lăk | Sân vận động Vinh, Nghệ An                             |  |
| 17:30                    | Nguyễn Văn Vinh (13) 6'' · Nguyễn Đinh Bảo (11) 18'' 25'' | Chi tiết |         | Lượng khán giả: 1000 Trọng tài: Trương Trần Quang Tuấn |  |

| Ngày 20 tháng 6 năm 2015 | Than Quảng Ninh          | 2 - 5    | Hà Nội T&T | Sân vận động Cẩm Phả, Quảng Ninh              |  |
| 17:30                    | Đinh Hoàng Max (28) 41'' | Chi tiết | Gonzalo D. M (20) 10'' · Nguyễn Văn Biển (5) 70'' · Nguyễn Văn Quyết (10) 72'' 78'' · Hoàng Vũ O.Samson (39) 90'+1' | Lượng khán giả: 5000 Trọng tài: Ngô Quốc Hưng |  |

## Vòng Tứ kết
| Ngày 24 tháng 6 năm 2015 | Đồng Tâm Long An                                               | 4 - 2    | Đồng Nai                         | Sân vận động Tân An, Long An                     |  |
| 16:30                    | Phan Văn Tài Em (10) 37' 68' 71' · Nguyễn Thanh Hải (14) 90+2' | Chi tiết | Nsi Amougou C. Jose (21) 63' 72' | Lượng khán giả: 2000 Trọng tài: Nguyễn Quốc Hùng |  |

| Ngày 24 tháng 6 năm 2015 | SHB Đà Nẵng             | 1 - 2    | Hải Phòng                          | Sân vận động Chi Lăng, Đà Nẵng                 |  |
| 17:00                    | Phạm Nguyễn Sa (14) 30' | Chi tiết | Errol Anthony Stevens (10) 53' 87' | Lượng khán giả: 7000 Trọng tài: Ngô Mạnh Cường |  |

| Ngày 24 tháng 6 năm 2015 | Sông Lam Nghệ An           | 1 - 2    | Becamex Bình Dương                                    | Sân vận động Vinh, Nghệ An                            |  |
| 17:30                    | Nguyễn Quang Tình (17) 47' | Chi tiết | Nguyễn Anh Đức (11) 19' · Cheikh Abass Dieng (10) 53' | Lượng khán giả: 2000 Trọng tài: Nguyễn Trung Kiên (B) |  |

| Ngày 24 tháng 6 năm 2015 | Hà Nội T&T                           | 2 - 0    | Hoàng Anh Gia Lai | Sân vận động Hàng Đẫy, Hà Nội                   |  |
| 18:30                    | Hoàng Vũ Olaleye Samson (39) 42' 83' | Chi tiết |                   | Lượng khán giả: 1000 Trọng tài: Trần Đình Thịnh |  |

## Vòng Bán kết
| Ngày 5 tháng 8 năm 2015 | Đồng Tâm Long An                                                                   | 3 - 4    | Becamex Bình Dương | Sân vận động Tân An, Long An                                                               |  |
| 16:30                   | Phan Văn Tài Em (10) 46' 86' · Santos Lima (9) 49' · Phan Thanh Giang (16) 44' 88' | Chi tiết | Abass Dieng (10) 4' 11' 42' · Lê Tấn Tài (14) 90+2' · Oloya Moses (8) 66' · Abass Dieng (10) 85' · Nguyễn Anh Đức (11) 90+3' | Lượng khán giả: 5000 Trọng tài: Nguyễn Đức Vũ Nguyễn Trung Hậu, Lê Ngọc Ân Trần Đình Thịnh |  |

| Ngày 5 tháng 8 năm 2015 | Hà Nội T&T | 5 - 0    | Hải Phòng                                                                                          | Sân vận động Hàng Đẫy, Hà Nội                                                                         |  |
| 18:30                   | Gonzalo Damian Marronkle (20) 3' 41' · Nguyễn Văn Nam (29) OG 63' · Nguyễn Văn Quyết (10) 76' · Nguyễn Ngọc Duy (21) 78' · Trần Anh Đức (18) 59' | Chi tiết | Lê Văn Phú (18) 8' · Nguyễn Văn Nam (29) 26' · Nguyễn Anh Hùng (2) 46' · Vương Quốc Trung (19) 63' | Lượng khán giả: 3000 Trọng tài: Hoàng Phạm Công Khanh Trần Thanh Liêm, Nguyễn Long Hải Ngô Mạnh Cường |  |

## Trận chung kết
| 26 tháng 9 năm 2015 | Becamex Bình Dương | 4 – 2    | Hà Nội T&T | Sân vận động Gò Đậu, Bình Dương                 |  |
| 17:00               | Abass Cheikh Dieng (10) 20' · Lê Công Vinh (28) 30' · Nguyễn Trọng Hoàng (9) 49', 78' · Nguyễn Anh Đức (11) 41' · Nguyễn Trọng Hoàng (9) 89' · Mai Tiến Thành (7) 90+3' | Chi tiết | Gonzalo (20) 62' · Hoàng Vũ Samson (39) 86' · Hoàng Vũ Samson (39) 41' · Sầm Ngọc Đức (92) 77' · Nguyễn Quốc Phong (22) 90+3' · Victor (8) 90+4' · Dương Thanh Hào (12) 66' | Lượng khán giả: 14.000 Trọng tài: Nguyễn Đức Vũ |  |

| Vô địch Cúp Quốc gia 2015 Becamex Bình Dương Lần thứ hai |